# Park Narodowy Welebitu Północnego
Park Narodowy Welebitu Północnego (chor. Nacionalni park Sjeverni Velebit) – park narodowy w Chorwacji. Rozpoczął swoją działalność we wrześniu 1999 r.
Park obejmuje 109 km² północnej części największego w Chorwacji pasma górskiego Welebit, które w pozostałej części jest również objęte ochroną przez park krajobrazowy. Południową część Welebitu obejmuje inny park narodowy – Paklenica.
W centrum parku znajdują się rezerwaty przyrody: Hajdučki kukovi i Rožanski kukovi. Na szczycie Zavižan (1676 m n.p.m.) znajduje się najwyżej położona stacja meteorologiczna w Chorwacji.